# New Jersey: The Videos
New Jersey: The Videos – kompilacja teledysków zespołu Bon Jovi pochodzących z albumu New Jersey, wydana w 1989. Kompilacja została początkowo wydana jedynie w Stanach Zjednoczonych i Japonii, obecnie (2010) już nie jest wznawiana.

## Spis utworów
Sporządzono na podstawie materiału źródłowego.
1. "Bad Medicine" (1. wersja)
2. "Born To Be My Baby"
3. "I’ll Be There for You"
4. "Lay Your Hands on Me"
5. "Living in Sin"
6. "Blood on Blood" (live)
7. "Bad Medicine" (2. wersja)